# Katy Carr
Katy Carr (ur. 1980 w Nottingham) – brytyjska piosenkarka polskiego pochodzenia, muzyk, liderka zespołu Katy Carr and the Aviators.

## Życiorys

### Wczesne lata
Urodziła się w Nottingham ze związku Polki i Brytyjczyka szkockiego pochodzenia. Początkowo dzieciństwo spędzała we Włocławku. Śpiewała już w szkole podstawowej. Jeszcze przed pójściem do szkoły średniej zdobyła w tej dziedzinie kilka nagród. W dzieciństwie zafascynowało ją lotnictwo, chciała zostać pilotem. Zaangażowała się w działalność organizacji Air Training Corps, szkolącej kadetów lotnictwa w Anglii, i już jako nastolatka uzyskała licencję „warrant officer”. Wzory do naśladowania stanowiły dla niej Amy Johnson i Amelia Earhart. Katy Carr chciała, tak jak one, latać samolotem i zostać pilotem w brytyjskich siłach powietrznych Royal Air Force. Wkrótce uzyskała licencję pilota w RAF-ie, a później także licencję prywatnego pilota (PPL). Z upływem czasu Katy ulegała jednak coraz silniejszej fascynacji muzyką, w końcu postanowiła więc zająć się nią zawodowo.

### Kariera
Artystka nagrała dotychczas pięć albumów – Screwing Lies (2001), Passion Play (2003), Coquette (2009), Paszport (2012) i Polonia (2015).
Jej singiel „Kommander's Car” z płyty Coquette był inspirowany ostatnimi 80 metrami ucieczki z obozu koncentracyjnego Auschwitz-Birkenau dokonanej przez Kazimierza Piechowskiego i jego kolegów, którzy w czerwcu roku 1942, przebrani w mundury SS, wyjechali z obozu w ukradzionym samochodzie komendanta Rudolpha Hössa. Pomysł piosenki narodził się w sierpniu 2009 roku podczas pracy nad ścieżką dźwiękową do 25-minutowego filmu dokumentalnego Kazik and the Kommander's Car (pol. Kazik i samochód komendanta), w reżyserii Hannah Lovell. Po filmie Katy spotkała się z Piechowskim.
W marcu 2011 roku wraz z zespołem Katy Carr and the Aviators wzięła udział w sfinansowanym przez Arts Council England The Escapologist Tour wraz z Kazimierzem Piechowskim, prezentując materiał z płyty Kommander's Car na dwóch koncertach w Polskiej ambasadzie w Londynie: Embassy of Poland, London, oraz Baden-Powell House. W listopadzie 2011 roku piosenkarka była nominowana do London Music Award, wraz z Kate Bush, PJ Harvey, Arctic Monkeys, The Good, the Bad & the Queen, Metronomy, Edem Sheeranem, Jim Jones Review, The Unthanks oraz Laurą Marling.
Jej czwarty album studyjny zatytułowany Paszport został nagrany w 2012 roku w 70. rocznicę ucieczki Kazimierza Piechowskiego z Auschwitz. Cały album zainspirowany był losem członków polskiego ruchu oporu z okresu II wojny światowej. Na płycie znalazł się m.in. dedykowany Piechowskiemu utwór „Kommander's Car”, piosenka „Wojtek”, której bohaterem jest syryjski niedźwiedź brunatny i kapral służący w 2 Korpusie Polskim (PSZ) – Wojtek, a także utwór pt. „Mała little Flower” poświęcony Irenie Gut-Opdyke (pseudonim „Mała”) jednej z 6339 Polskich Sprawiedliwych wśród Narodów Świata oraz jej narzeczonemu Jankowi Ridlowi (pseudonim „Mercedes Benz”), który zginął w czasie akcji bojowej w maju 1944 roku, na dzień przed zaplanowanym ślubem. Utwór zadebiutował na 17. miejscu Listy przebojów „Trójki”. Album został wydany w Polsce 17 września 2012 przez wydawnictwo MJM Music.

## Dyskografia

### Albumy studyjne
- Screwing Lies (2001)
- Passion Play (2003)
- Coquette (2009)
- Paszport (2012)
- Kazik and the Kommander's Car (DVD) (2012)
- Polonia (2015)
- Providence (2020)

### Albumy kompilacyjne
- The Crow Club (2008)

## Nagrody
- 2011: London Music Award Nominacja[15]
- 2012: Nominacja do Nagrody Loterii Narodowej - Dla Dobrej Sprawy[25]
- 2013: Polish Daily Nagroda dla Kultury[26][27]
- 2013: Nominacja dla najlepszego artysty, Songlines Music Awards
- 2014: Najlepszy album koncepcyjny, Paszport, Independent Music Awards[25]
- 2014: Honorowe członkostwo, Polska 1. Dywizja Pancerna[28]
- 2016: Pro Patria Medal (Polska)[29]
- 2016: Nominacja najlepszy album koncepcyjny, Polonia, Independent Music Awards[25]